# Провінція Хідзен
Провінція Хідзен (яп. 肥前国 — хідзен но куні, «країна Хідзен») — історична провінція Японії у регіоні Кюсю на північному заході острова Кюсю. Відповідає території сучасних префектур Саґа і Наґасакі, за винятком островів Ікі і Цусіма.

## Короткі відомості
Віддавна Хідзен була складовою Хі но куні (火国, «країна вогню», згодом перейменована на 肥国), прото-державного утворення аборигенних племен кумасо, яке після завоювання яматосцями було поділено у 7 столітті на дві адміністративні одиниці — Хіґо (肥後, «заднє Хі») і Хідзен (肥前, «переднє Хі»). Урядовий центр провінції Хідзен знаходився у сучасному місті Саґа.
Провінція Хідзен знаходилась на перетині торгових шляхів з Кореї і Китаю. Оскільки конкурентноспроможних купців японці не мали, місцеві землі стали оплотом контрабандистів і піратів з Японського і Жовтого морів. Деякі з їхніх ватажків — роди Мацура, Аріма і Сьоні стали володарями провінції.
У 1281 році самураї провінції Хідзен, за підтримки вояків Кюсю, спромоглися відбити нашестя монголів. Розуміючи важливе стратегічне положення цих земель рід Ходзьо, фактичний лідер Камакурського сьоґунату, перебрав їх під свій безпосередній контроль.
З 14 століття провінція Хідзен знова була поділена на ряд удільних володінь місцевої знаті. На кінець 15 століття провідну роль у об'єднанні грав рід Рюдзодзі.
З 16 століття португальські місіонери поширили у Хідзен християнство. Центр їхньої місії знаходився у місті Наґасакі. Саме у цей час, завдяки посередницькій торгівлі європейців, провінція перетворилася на головний міжнародний центр Японії
У період Едо (1603—1867) сьоґунат розділив Хідзен на ряд дрібних володінь: Карацу-хан, Саґа-хан, Хасуноїке-хан, Оґі-хан, Касіма-хан, Хірадо-хан, Хірадо-Сінден-хан, Омура-хан, Фукуе-хан та Сімабара-хан. Найбільшим з них був Саґа-хан, який також називався Хідзен-хан. Ним володів рід Набесіма.
1637 року через корупцію місцевих властей і надмірні побори чиновників у районі Сімабара спалахнуло повстання християн. Воно було швидко придушене владою і стало приводом для заборони сповідування християнства та інших всіх «західних» вчень у Японії.
У результаті адміністративних реформ 1872 року, провінція Хідзен була поділена між префектурами Саґа і Наґасакі

## Повіти
- Кандзакі 神埼郡
- Кіі 基肄郡
- Кісіма 杵島郡
- Мацура 松浦郡
- Міне 三根郡
- Окі 小城郡
- Саґа 佐賀郡
- Сонокі 彼杵郡
- Такаку 高来郡
- Фудзіцу 藤津郡
- Яфу 養父郡